# Winteria telescopa
El pez binocular (Winteria telescopa) es una especie de pez marino de la familia opistopróctidos, la única del género Winteria monoespecífico.

## Anatomía
La longitud máxima descrita es de 15 cm, sin espinas en las aletas y con unos 8 radios blandos tanto en la aleta dorsal como en la anal, con el cuerpo de color entre azul oscuro y negro y la cabeza con reflejos plateados.

## Hábitat y biología
Es un pez marino meso- y batipelágico, que habita aguas profundas en un rango entre los 400 y 2.500 metros, aunque lo más normal es entre 500 y 700 metros de profundidad. Se distribuye por el este y sur del océano Atlántico abundante en el golfo de Guinea, por todo el océano Índico, así como por el oeste y centro del océano Pacífico.